# Nugsar Petrowitsch Mschwenijeradse
Nugsar Petrowitsch Mschwenijeradse (russisch Нугзар Петрович Мшвениерадзе; georgisch ნუგზარი მშვენიერაძე; * 25. Juni 1952 in Moskau) ist ein ehemaliger sowjetischer Wasserballspieler. 1973 wurde er mit der sowjetischen Nationalmannschaft Weltmeisterschaftszweiter.

## Sportliche Karriere
Der 1,86 Meter große Mschwenijeradse erkämpfte mit der sowjetischen Studentenauswahl den Titel bei der Universiade 1973 vor den Kubanern und dem Team aus den Vereinigten Staaten. Bei der ersten Weltmeisterschaft, die 1973 in Belgrad ausgetragen wurde, gewann die sowjetische Nationalmannschaft ihre Vorrundengruppe vor den Jugoslawen. Mit einer Niederlage gegen die Ungarn und drei Siegen in der Finalrunde belegten die Spieler aus der Sowjetunion den zweiten Platz hinter den Ungarn und vor den Jugoslawen. Zwei Jahre später gewann die sowjetische Mannschaft den Weltmeistertitel, aber Nugsar Mschwenijeradse gehörte nicht zur Mannschaft.
Bei den Olympischen Spielen 1976 in Montreal belegte die sowjetische Mannschaft in der Vorrunde nur den dritten Platz hinter Niederländern und Rumänen. In den Platzierungsspielen erreichte die Mannschaft den achten Rang. Mschwenijeradse wirkte in sieben Spielen mit und warf insgesamt drei Tore.
Von 1952 bis 1960 nahm Nugsars Vater Pjotr Mschwenijeradse an den Olympischen Spielen teil. 1980 wurde sein jüngerer Bruder Georgi Mschwenijeradse Olympiasieger in Moskau.